# Wasserturm Aken

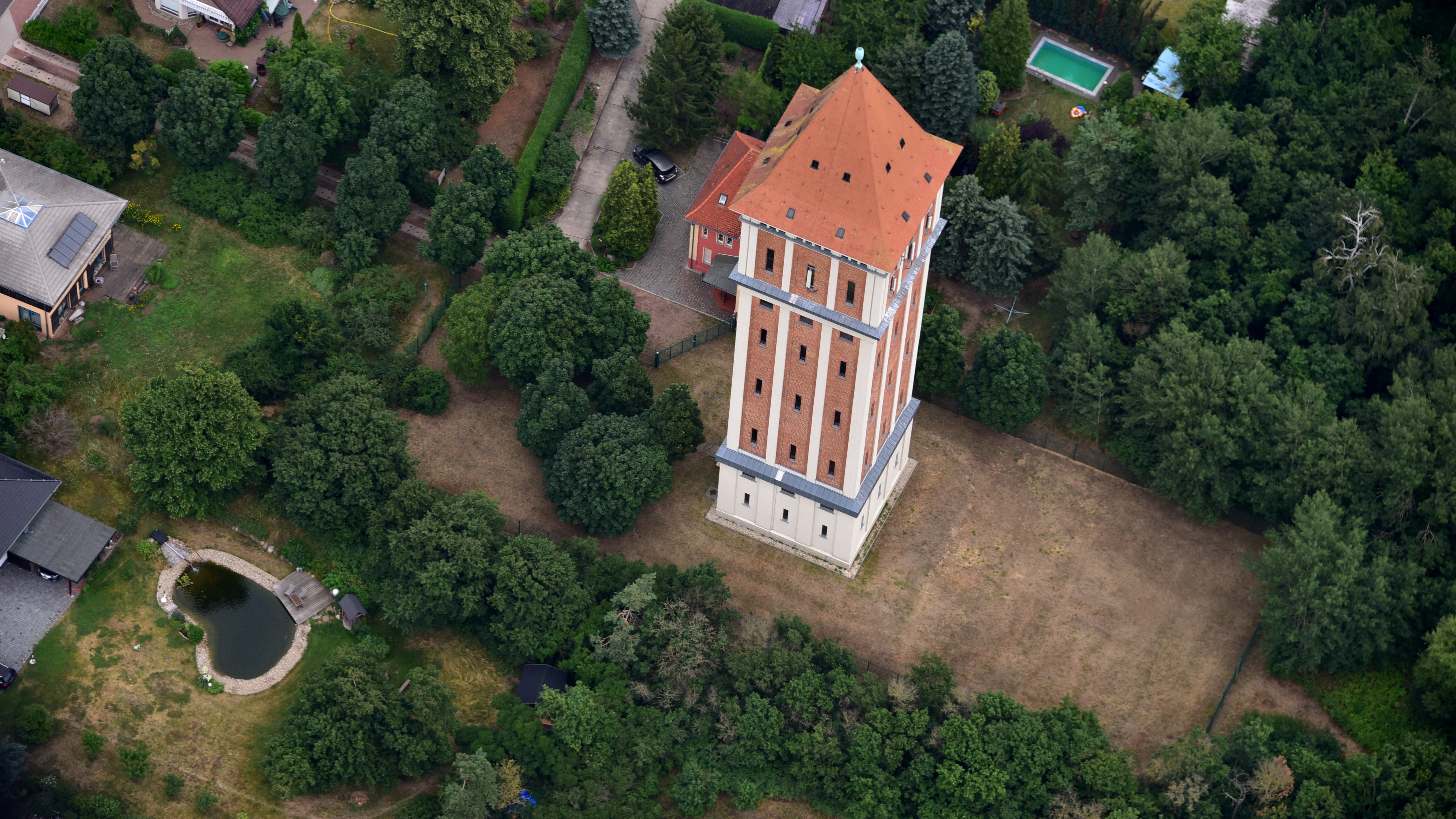
Wasserturm Aken

Der Wasserturm Aken steht in der Stadt Aken im Landkreis Anhalt-Bitterfeld in Sachsen-Anhalt.

## Lage
Der Turm steht in der nach ihm benannten Straße Am Wasserturm südlich der Altstadt und prägt so die Stadtsilhouette wesentlich mit.

## Geschichte
Der erste Plan für den Bau eines Wasserturms in der Stadt an der Elbe stammt aus dem Jahr 1905. Weitere ergebnislose Anläufe folgten in den Jahren 1914 und 1921, so dass die Bevölkerung weiter auf die öffentlichen und eigenen Brunnen angewiesen war. Im Jahr 1924 trockneten allerdings durch einen heißen Sommer etliche Brunnen aus und die Untersuchung der übrig gebliebenen ergab eine minderwertige Qualität, die den hygienischen Vorgaben nicht entsprach. Daraufhin fasste der Magistrat am 14. September 1925 den Beschluss, eine zentrale Wasserversorgung zu schaffen, dem die Stadtverordnetenversammlung am 26. September 1926 endgültig zustimmte.
So erhielt Aken in Jahren von 1927 bis 1928 zeitgleich mit anderen Städten der Umgebung (z. B. Wasserturm Bobbau 1926–1927, Wasserturm Gräfenhainichen 1927–1928, Wasserturm Süd (Halle) 1927–1928) dann doch noch einen neuen Wasserturm. Baubeginn war am 7. Juli 1927, die Inbetriebnahme des Wasserturms konnte am 2. Februar 1928 durchgeführt werden. Im Jahr 1934 wurde die neu entstehende Wohnsiedlung der IG Farben (später Didier-Werke) am Ostrand Akens („Amsel-Wald-Siedlung“) mit Rohrleitungen angebunden.
Am Akazienteich entstand in den Jahren 1958 und 1959 das „Wasserwerk II“, das vor allem zur Bedarfsabdeckung der Landwirtschaft (Gemüseanbau) diente. Es half aber auch bei der Trinkwasserversorgung von Trebbichau (Ortsteil von Micheln, Gemeinde Osternienburger Land), Osternienburg und anderen Ortschaften der Umgebung. Die Anbindung an das Trinkwassernetz von Aken erfolgte hingegen erst in den Jahren von 1988 bis 1989. Zusätzlich gab es bei Bedarf im Stadtgebiet und der Umgebung Brunnenbohrungen zur Versorgung einzelner Einheiten etwa durch das Magnesitwerk Aken in den Jahren 1965 und 1978.
In den Jahren von 1992 bis 1994 wurden die Stadtwerke Aken durch den schrittweisen Erwerb dieser Wasserwerke gebildet. Die einzelnen Einrichtungen wurden aber durch den sinkenden Trinkwasserbedarf bald entbehrlich, da allein das Wasserwerk Aken-Ost schon ausreichte, um diesen zu gewährleisten (1989 etwa 4.000.000 Kubikmeter Wasser, dann Reduktion auf 280.000 Kubikmeter Wasser im Jahr). Man entschied sich dennoch für ihren Erhalt. Ab dem Jahr 1994 wurde der Wasserturm saniert, da Stahlträger durchgerostet waren und das Dach Tauben den Zugang zum Wasserbecken ermöglichte. Der Wasserturm dient seit dem Ende der Sanierung im Jahr 2004 nur noch als Wasserspeicher und Druckausgleichsbehälter. Auch für betriebliche Tagungen sowie als Funkstation für Telefon, Feuerwehr und Polizei wird der Turm seitdem genutzt.

## Baubeschreibung
Erbaut wurden ein Pumpenhaus, fünf Tiefbrunnen, eine Trafostation und die Rohrleitungen zur Trinkwasserverteilung. Der 58 Meter hohe Turm, der sein Umfeld deutlich überragt, weist mehrere Parallelen zu dem Turm in Bobbau auf. Sie sind jeweils quadratisch und ihre Außengestalt wird durch Lisenen und Gesimse gegliedert. Beide Türme nutzen die Stahlbeton-Skelettbauweise, bei der nur die Zwischenräume (Gefach) mit Backsteinen ausgemauert wurden. Auch verbergen beide Türme den Hochbehälter, der hier 200 Kubikmeter Wasser fassen kann, fast komplett. Das Behältergeschoss ragt nur minimal aus dem Grundriss von elf mal elf Metern heraus.
Ein wesentlicher Unterschied ist aber die Vielzahl der Fenster (insgesamt 123) sowie die Geschosszahl, denn der Akener Wasserturm besitzt deutlich mehr Sichtgeschosse als der Bobbauer. Der Akener Turm ist zudem unverputzt, besitzt ein Pyramidendach mit zahlreichen Dachfenstern und verzichtet auf expressionistische Details, die etwa die zeitgleichen Türme in Halle und Bobbau aufweisen. Für den fremden Betrachter wirkt er wie ein Aussichtsturm, da direkt unterhalb des Daches eine Fenstergalerie untergebracht wurde. Der Turm kann am ehesten der Neuen Sachlichkeit bzw. dem Neuen Bauen zugerechnet werden, das vom Bauhaus – seit dem Jahr 1925 im benachbarten Dessau angesiedelt – wesentlich mitgeprägt wurde. Der Wasserturm steht als Baudenkmal unter Denkmalschutz und ist im Denkmalverzeichnis mit der Nummer 094 06000 erfasst.